# 三重県道43号一志美杉線
三重県道43号一志美杉線（みえけんどう43ごう いちしみすぎせん）は、三重県津市を通る主要地方道（三重県道）である。

## 概要
山間部を通過し、道幅の狭い区間も多い。全区間が三重県道666号八知下多気一志線と重複する。

### 路線データ
- 起点：津市一志町井関（井関交差点）
- 終点：津市美杉町下多気（白口バス停）
- 総延長：21.979 km

## 歴史
- 1993年（平成5年）5月11日 - 建設省から、県道一志美杉線が一志美杉線として主要地方道に指定される[1]。

## 路線状況

### 重複区間
- 三重県道666号八知下多気一志線（全区間）
- 三重県道580号白山小津線（津市一志町波瀬 地内）
- 三重県道29号松阪青山線（津市美杉町下之川 地内）

### 道路施設

#### トンネル
- 矢頭トンネル (1,637m) - 2015年（平成27年）8月17日供用開始[2]。

#### バイパス
- 室ノ口バイパス[3]
- 矢頭峠バイパス[2]

### 交通規制
- 津市美杉町下之川 - 同市美杉町下多気の約4.8 kmの区間は、時間雨量35mm/h、連続雨量120mmで通行規制となる[4]。

### 利用状況
平日12時間交通量
津市一志町波瀬 2,788台
津市美杉町下之川字中村 737台

## 地理

### 通過する自治体
- 津市

### 交差する道路
- 三重県道15号久居美杉線（起点、三重県道666号八知下多気一志線終点）
- 三重県道580号白山小津線（津市一志町波瀬）
- 三重県道580号白山小津線（津市一志町波瀬）
- 三重県道29号松阪青山線（津市美杉町下之川）
- 三重県道29号松阪青山線（津市美杉町下之川）
- 三重県道30号嬉野美杉線（三重県道666号八知下多気一志線 重複）（終点）

### 沿線にある施設など
- JR名松線 井関駅
- おやつカンパニー 井関工場
- 富士エクセレントクラブ 一志温泉ゴルフ場
- 波瀬川
- 矢頭の大杉
- 矢頭中宮キャンプ場
- 矢手俣川
- 津市役所 下之川出張所

## 参考資料
- 『県別マップル24 三重県道路地図』（昭文社、2009年3版1刷発行、ISBN 978-4-398-62474-1 、46,50,67ページ）